# Mom Jeans
Mom Jeans (soms geschreven als Mom Jeans.) is een Amerikaanse alternatieve rockband, die in 2014 werd opgericht in Berkeley, Californië. De band speelt Indierock, poppunk en emocore.

## Geschiedenis

### Formatie (2014-2016)
Mom Jeans werd aan het begin van 2014 opgericht door gitarist Austin Carango en leadzanger Eric Butler. Samen namen ze in mei 2014 het mini-album (ep) Spring Demo op, dat later zou worden uitgebracht als het titelloze debuutalbum van de band op cassette bij het label Fourth Row Records. De zes nummers op Spring Demo bevatten alleen akoestische nummers, gespeeld door Eric en Austin, terwijl het later uitgebrachte mini-album toevoegingen bevatte, met Josh Perline op bas/zang en David McDowall op drums (voor zijn vertrek uit de band kort na de release). Later die zomer nam het trio hun laatste mini-album, alvorens hun eerste volledige album op te nemen, getiteld Allergic, waarop Austin overging naar de drums, Josh naar de gitaar, en basopnames werden verzorgd door beiden. Na de release kwam Gabriel Paganin de band versterken als live-bassist en verliet Josh Perline de band.

### Best Buds (2016-2019)
Mom Jeans bracht haar eerste volledige album, Best Buds, zelf uit op 3 juli 2016. Het werd wederom eerst uitgebracht op cassette, door Fourth Row Records in de zomer van 2016. Datzelfde jaar zou de groep echter tekenen bij het in Massachusetts gevestigde platenlabel Counter Intuitive Records, die vervolgens het eerste volledige album van de band opnieuw uitbracht op LP in november 2016.
Op 7 maart 2017 bracht Mom Jeans een split ep uit met de uit Fresno afkomstige band Graduating Life. Het was in deze periode dat Bart Thompson van Graduating Life en Meet Me in Montauk gitarist zou worden voor de band. Later dat jaar op 6 oktober bracht Counter Intuitive Records een split ep uit getiteld NOW That's What I Call Music Vol. 420, met daarop muziek van zowel Mom Jeans en de bands Pictures of Vernon en Prince Daddy & The Hyena. Later die maand kondigde de band aan dat ze zouden overstappen naar het grotere label SideOneDummy Records, en plannen hadden om via dat label in 2018 hun tweede volledige album uit te brengen. Nog voordat de handtekeningen gezet waren, onderging SideOneDummyRecords echter een grote reorganisatie en koerswijziging, een koers waar Mom Jeans niet in paste. Het viertal keerde daardoor terug naar hun oude label Counter Intuitive Records.
Het tweede volledige album van de band, getiteld Puppy Love, werd op 3 juli 2018 uitgebracht bij Counter Intuitive Records. Een selectie van nummers van het album werd uitgegeven via het in het Verenigd Koninkrijk gevestigde label Big Scary Monsters.

### Sweet Tooth (2019-heden)
In het winterseizoen 2018/2019 deed de band haar eerste Europese tournee, waarin onder andere ook België werd aangedaan. Na terugkomst startte de band met werken aan een nieuwe LP. Deze zou de titel Sweet Tooth. krijgen, naar aanleiding van het vertrek van gitarist Gabriel Paganin. Deze vertrok na een ruzie over de bandnaam, waarvan hij wilde dat deze zou veranderen in My Mother's Jeans. In het najaar van 2019 werd aangekondigd dat de band op tournee zou gaan met Hobo Johnson, met gastbassist Billy Bouzos (eigenaar van het in Oakland gevestigde indielabel Slang Church) die inviel voor Sam Kless. Sweet Tooth werd uitgebracht op 25 februari 2022, waarbij de eerste single What's Up? werd uitgebracht op 28 september 2021.

## Discografie
Studio Albums
- Best Buds (2016)
- Puppy Love (2018)
- Sweeth Tooth (2022)

Ep's
- Mom Jeans/Graduating Life Split ep (2017, Riff castle records, Counter Intuitive Records)
- Mom Jeans/Prince Daddy & The Hyena/Pictures of Vernon - "NOW That's What I Call Music Vol. 420" (2017, Counter Intuitive Records)